# HD 154672
Coordenades:  17h 10m 04,9121s; −56° 26′ 57,364″
HD 1546721, també anomenada HIP 83983, és una estrella a la constel·lació de l'Altar, situada a aproximadament 214.6 anys llum de distància a la Terra, o el que seria el mateix, 65.8 parsecs.

## Característiques
Aquest estel, és una estrella bastant similar al Sol en tipus espectral (és una mica més massiva), però la seva edat, de 9300 milions d'anys, la converteix en una subgegant, és a dir, una estrella que ha cremat més del 50% de les seves reserves d'hidrogen, i ha començat a expandir-se, cosa a partir de la qual, al cap d'uns milions d'anys, l'estrella explotarà, convertint-se en una Supernova. Comparada amb el Sol, la seva lluminositat és d'1,88, la seva massa d'1,06, i el seu radi d'1,27. La seva temperatura superficial se situa al voltant dels 5714 K

## Sistema planetari
A més a més, HIP 83983, posseeix un sistema planetari, format per un planeta (o nana marró) unes 5 vegades més massiu que Júpìter, anomenat HD 1546721 b, les característiques del qual s'expliquen més avall:
| Planeta | Massa (en masses Jovianes) | Període orbital (dies) | Semieix major (ua) | Excentricitat | Descobriment |
| ------- | -------------------------- | ---------------------- | ------------------ | ------------- | ------------ |
| b       | >4.96                      | 163.9                  | 0.597              | 0.61 ± 0.03   | 2008         |